# Dorfkirche Herzfelde (Rüdersdorf)

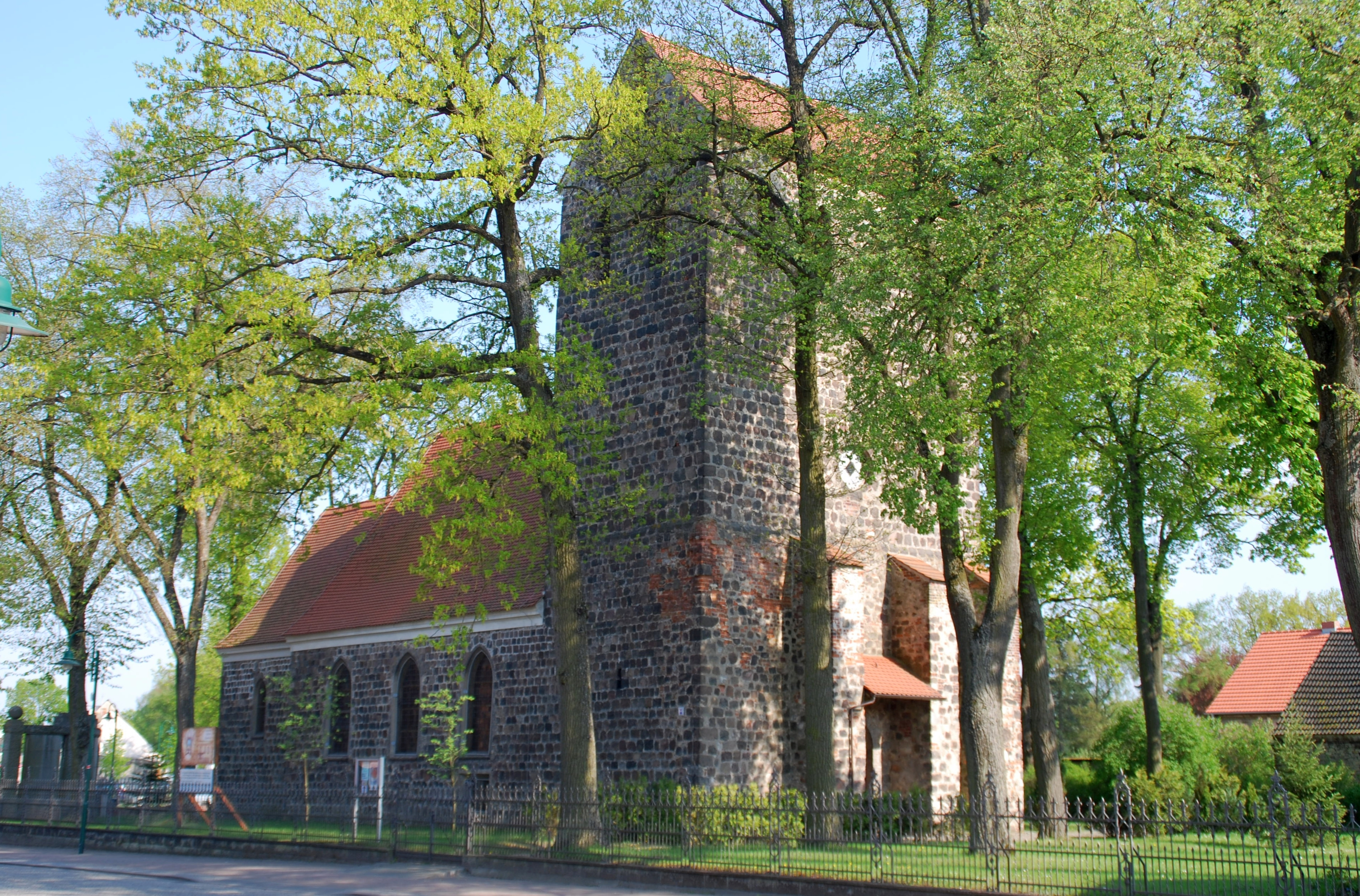
Dorfkirche Herzfelde

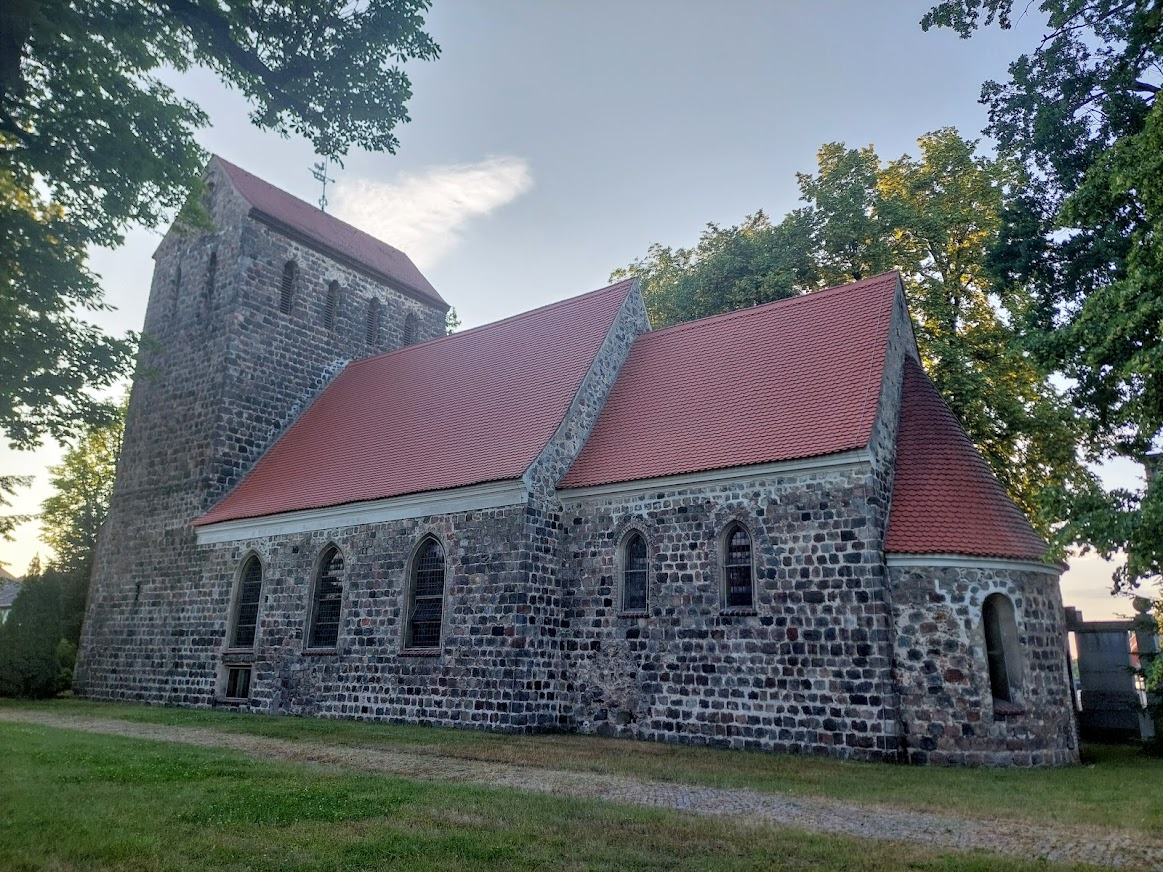
Ansicht von Südosten

Die evangelische, denkmalgeschützte Dorfkirche Herzfelde steht in Herzfelde, einem Ortsteil der Gemeinde Rüdersdorf bei Berlin im Landkreis Märkisch-Oderland in Brandenburg. Sie gehört zur Kirchengemeinde Herzfelde-Rehfelde im Kirchenkreis Oderland-Spree der Evangelischen Kirche Berlin-Brandenburg-schlesische Oberlausitz.

## Beschreibung
Die frühgotische Saalkirche wurde in der ersten Hälfte des 13. Jahrhunderts aus sorgsam gefügten Feldsteinen gebaut. Sie besteht aus einem Langhaus, einem eingezogenen, gerade geschlossenen Chor mit halbrunder Apsis im Osten und dem querrechteckigen, von drei Strebepfeilern gestützten Kirchturm in Breite des Langhauses im Westen. Das oberste Geschoss des Kirchturms beherbergt hinter den Klangarkaden, je vier im Osten und Westen, je drei im Norden und Süden, den Glockenstuhl, in dem zwei Kirchenglocken hängen. Die Fenster im Langhaus und im Chor wurden 1846 vergrößert.
Der Innenraum des Langhauses ist mit einem Kreuzgratgewölbe überspannt, ebenso der des Chors. Die Orgel mit zwölf Registern auf zwei Manualen und Pedal wurde 1868 von Ferdinand Dinse gebaut.